# Dioxypterus guttulatus
Dioxypterus guttulatus is een keversoort uit de familie kniptorren (Elateridae). De wetenschappelijke naam van de soort is voor het eerst geldig gepubliceerd in 1881 door Fairmaire.